# پلاسیدگی

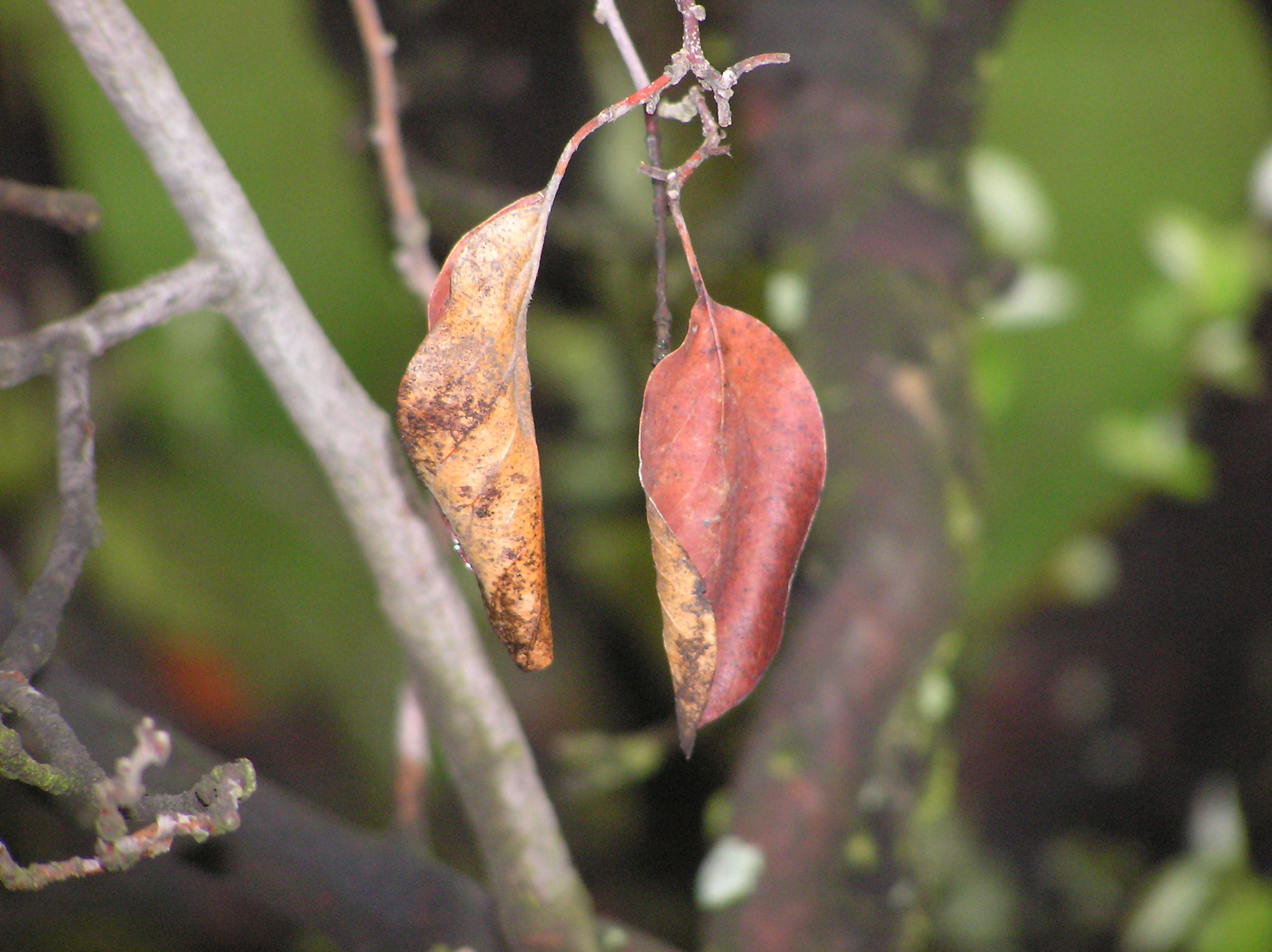
پلاسیدگی برگ‌های درخت انجیر.

به از دست رفتن سختی در بخش‌های غیرچوبی گیاهان پلاسیدگی گفته می‌شود.
پَلاسیدگی به ویژه در گیاهانی دیده می‌شود که ریشه یا آوندهایشان مورد حمله قرار گرفته باشند.
به از دست رفتن تر و تازگی برگ‌های گیاهان خوراکی مانند کاهو نیز پلاسیدگی گفته می‌شود.
پلاسیدگی در برگ ها در پاسخ به کمبود آب، باعث کاهش از دست دادن آب و کاهش سطح دریافت نور در گیاه می شود که خود باعث کاهش استرس گرمای گیاه می شود.